# Gli uomini della prateria
Gli uomini della prateria (Rawhide) è una serie televisiva statunitense di genere western andata in onda tra il 1959 e il 1966 sul canale CBS.
La serie narra la storia di un lungo viaggio di trasporto di una mandria e prende il nome da Rawhide, il soprannome di Rowdy Yates, personaggio (protagonista della serie) interpretato e portato al successo da un giovane Clint Eastwood.

## Trama
Anni 1860, Stati Uniti. Alcuni coloni e allevatori trasportano una mandria composta da circa 3.000 capi di bestiame da San Antonio, in Texas, facendosi strada lungo il sentiero di Sedalia (Missouri). I due capocarovana sono l'esperto mandriano ed esploratore Gil Favor e il giovane e impetuoso Rowdy Yates, i quali devono affrontare i numerosi problemi e le continue disavventure che capitano al gruppo lungo il percorso, tra cui assalti di animali feroci, banditi, rapinatori di bestiami, fuorilegge in fuga, e così via.

## Produzione
Il tema musicale della serie, scritto da Ned Washington e messo in musica da Dimitri Tiomkin, fu inserito nel film The Blues Brothers - I fratelli Blues, nel quale viene cantato dai fratelli Jake (John Belushi) ed Elwood (Dan Aykroyd) insieme alla loro band nella scena ambientata al locale Bob's Country Bunker, e inserito nella colonna sonora originale del film. Lanciato da Frankie Laine, è stato suonato in concerto anche dal gruppo italiano dei Litfiba che lo hanno registrato per il disco live Pirata. Da notare anche una versione del gruppo Hardcore punk Dead Kennedys presente nell'album In God We Trust, Inc..

## Personaggi e interpreti

### Personaggi principali
- Rowdy Yates (216 episodi, 1959-1965), interpretato da Clint Eastwood.
- Wishbone (216 episodi, 1959-1965), interpretato da Paul Brinegar.
- Jim Quince (215 episodi, 1959-1965), interpretato da Steve Raines.
- Gil Favor (202 episodi, 1959-1965), interpretato da Eric Fleming.
- Mushy (201 episodi, 1959-1965), interpretato da James Murdock.
- Joe Scarlet (180 episodi, 1959-1965), interpretato da Rocky Shahan.

### Personaggi secondari
- Hey Soos (115 episodi, 1959-1965), interpretato da Robert Cabal.
- Pete Nolan (110 episodi, 1959-1965), interpretato da Sheb Wooley.
- Toothless (93 episodi, 1959-1964), interpretato da William R. Thompkins.
- Bailey (75 episodi, 1959-1964), interpretato da John Cole.
- Clay Forrester (47 episodi, 1959-1964), interpretato da Charles H. Gray.
- Kyle (29 episodi, 1959-1960), interpretato da Milan Smith.
- Teddy (22 episodi, 1959-1965), interpretato da John Erwin.

## Episodi
| Stagione         | Episodi | Prima TV USA | Prima TV Italia |
| ---------------- | ------- | ------------ | --------------- |
| Prima stagione   | 23      | 1959         |                 |
| Seconda stagione | 31      | 1959-1960    |                 |
| Terza stagione   | 30      | 1960-1961    |                 |
| Quarta stagione  | 30      | 1961-1962    |                 |
| Quinta stagione  | 29      | 1962-1963    |                 |
| Sesta stagione   | 31      | 1963-1964    |                 |
| Settima stagione | 30      | 1964-1965    |                 |
| Ottava stagione  | 13      | 1965         |                 |